# Videoton Football Club 2013-2014
Questa voce raccoglie le informazioni riguardanti il Videoton Football Club nelle competizioni ufficiali della stagione 2013-2014.

## Stagione
Nella stagione 2013-2014 il Videoton ha disputato la NB I, massima serie del campionato ungherese di calcio, terminando la stagione al quarto posto con 53 punti conquistati in 30 giornate, frutto di 15 vittorie, 8 pareggi e 7 sconfitte. Nella Magyar Kupa il Videoton è sceso in campo dai sedicesimi di finale, raggiungendo gli ottavi dove è stato eliminato dal Diósgyőr. Nella Magyar labdarúgó-ligakupa il Videoton ha raggiunto la finale, venendo però sconfitto dal Diósgyőr per 2-1. Nella UEFA Europa League il Videoton è partito dal primo turno preliminare, venendo subito eliminato dai montenegrini del Mladost Podgorica per la regola dei gol in trasferta.

## Rosa
| N. |                       | Ruolo | Calciatore          |
| -- | --------------------- | ----- | ------------------- |
| 1  | Spagna (bandiera)     | P     | Juan Calatayud      |
| 2  | Spagna (bandiera)     | D     | Álvaro Brachi       |
| 3  | Brasile (bandiera)    | D     | Paulo Vinícius      |
| 4  | Portogallo (bandiera) | D     | Marco Caneira       |
| 5  | Portogallo (bandiera) | C     | Vítor Gomes         |
| 6  | Brasile (bandiera)    | C     | Nildo Petrolina     |
| 7  | Brasile (bandiera)    | A     | Edson Farias        |
| 8  | Ungheria (bandiera)   | C     | László Kleinheisler |
| 9  | Portogallo (bandiera) | A     | Jucie Lupeta        |
| 11 | Ungheria (bandiera)   | C     | György Sándor       |
| 12 | Slovacchia (bandiera) | P     | Tomáš Tujvel        |
| 13 | Serbia (bandiera)     | P     | Filip Pajović       |
| 14 | Ungheria (bandiera)   | A     | Sándor Torghelle    |
| 16 | Portogallo (bandiera) | C     | Filipe Oliveira     |
| 17 | Ungheria (bandiera)   | A     | Nemanja Nikolić     |
| 19 | Ungheria (bandiera)   | C     | Martin Hudák        |

| N. |                          | Ruolo | Calciatore      |
| -- | ------------------------ | ----- | --------------- |
| 20 | Ungheria (bandiera)      | D     | Donát Zsótér    |
| 22 | Capo Verde (bandiera)    | D     | Stopira         |
| 23 | El Salvador (bandiera)   | A     | Arturo Álvarez  |
| 24 | Guinea-Bissau (bandiera) | D     | Mamadu Candé    |
| 26 | Ungheria (bandiera)      | C     | Balázs Tóth     |
| 27 | Brasile (bandiera)       | D     | Thiago Ryane    |
| 28 | Ungheria (bandiera)      | C     | Máté Papp       |
| 29 | Capo Verde (bandiera)    | A     | Zé Luís         |
| 30 | Ungheria (bandiera)      | D     | Roland Szolnoki |
| 32 | Ungheria (bandiera)      | D     | Roland Juhász   |
| 34 | Ungheria (bandiera)      | D     | Zsolt Tar       |
| 40 | Nigeria (bandiera)       | C     | Moris Enete     |
| 66 | Ungheria (bandiera)      | D     | Gábor Gyepes    |
| 70 | Ungheria (bandiera)      | C     | István Kovács   |
| 77 | Ungheria (bandiera)      | C     | Ádám Gyurcsó    |
| 88 | Ungheria (bandiera)      | C     | Zsolt Haraszti  |

## Risultati

### UEFA Europa League

#### Primo turno preliminare
| Arbitro: | Andreas Ekberg |

|                          |           |                    |
| Vinícius 35’ Gyurcsó 41’ | Marcatori | 3’ (rig.) Marković |

| Arbitro: | Jérome Efong Nzolo |

|                       |           |  |
| Knežević 90+2’ (rig.) | Marcatori |  |

## Statistiche

### Statistiche di squadra
| Competizione              | Punti | In casa | In casa | In casa | In casa | In casa | In casa | In trasferta | In trasferta | In trasferta | In trasferta | In trasferta | In trasferta | Totale | Totale | Totale | Totale | Totale | Totale | DR  |
| Competizione              | Punti | G       | V       | N       | P       | Gf      | Gs      | G            | V            | N            | P            | Gf           | Gs           | G      | V      | N      | P      | Gf     | Gs     | DR  |
| ------------------------- | ----- | ------- | ------- | ------- | ------- | ------- | ------- | ------------ | ------------ | ------------ | ------------ | ------------ | ------------ | ------ | ------ | ------ | ------ | ------ | ------ | --- |
| NB I                      | 53    | 15      | 9       | 2       | 4       | 30      | 13      | 15           | 6            | 6            | 3            | 22           | 18           | 30     | 15     | 8      | 7      | 52     | 31     | +21 |
| Magyar Kupa               | -     | 1       | 0       | 1       | 0       | 0       | 0       | 2            | 1            | 0            | 1            | 1            | 1            | 3      | 1      | 1      | 1      | 1      | 1      | 0   |
| Magyar labdarúgó-ligakupa | -     | 6       | 4       | 0       | 2       | 12      | 6       | 6            | 3            | 3            | 0            | 17           | 6            | 13     | 7      | 3      | 3      | 30     | 14     | +16 |
| UEFA Europa League        | -     | 1       | 1       | 0       | 0       | 2       | 1       | 1            | 0            | 0            | 1            | 0            | 1            | 2      | 1      | 0      | 1      | 2      | 2      | 0   |
| Totale                    | -     | 23      | 14      | 3       | 6       | 44      | 20      | 24           | 10           | 9            | 5            | 40           | 26           | 48     | 24     | 12     | 12     | 85     | 48     | +37 |